# Col d'Arraillé
Pour les articles homonymes, voir Arraille.
Le col d'Arraillé est un col de montagne pédestre des Pyrénées à 2 583 mètres d'altitude, dans le Lavedan, dans le département français des Hautes-Pyrénées en Occitanie.
Il relie la vallée de Gaube, à l'ouest, à la vallée de Lutour.

## Toponymie
En occitan, arraillé signifie « rocailleux ».

## Géographie
Le col d'Arraillé est situé entre le pic d'Arraillé (2 759 m) au nord et le pic de la Sède (2 976 m) au sud. Il surplombe les lacs d'Arraillé (2 485 m) à l'ouest.

## Protection environnementale
Le col est situé dans le parc national des Pyrénées.

## Voies d'accès
Le versant ouest est accessible depuis le sentier du lac de Gaube, puis après le refuge des Oulettes de Gaube (2 151 m) prendre la fontaine du Centenaire vers les lacs d'Arraillé.
Sur le versant est, au départ de la Fruitière après le lac d'Estom (1 804 m), prendre le sentier d'Arraillé.